# Стремигород
Стреми́город (пол. Strzemigród, Stremihorod albo Strymhorod) — село в Україні, в Коростенському районі Житомирської області. Населення становить 532 осіб.

## Історія
Власником села був, зокрема, Целестин Чаплич, який 1788 року відступив свою частину маєтку тут своїм небожам — Феліксові, Анні та Францисці Чапличам, дітям овруцького мечника, житомирського підстолія, мстиславльського скарбника Михайло Чаплича з дружиною Йоанною Любанською, лівонською графинею. Вона народила сина Фелікса та дочок Анну і Францішку, яким їхній дядько Целестин у 1788 році відступив свою частку маєтку Святої Анни. 1788 року його частина в Стремигороді.
син писаря Якуба Багриновського,  в заповіті Павла, де він називає себе сином Григорія, внуком Олександра, і правнуком писаря Якуба.
Їх предки володіли частиною Стремигорода і частиною села Шкурати, який їм, як я зрозумів, дістався у спадок через шлюб родича зі Скуратівською.
Приблизно в 1750 Павло Григорович Багриновський продав свою частину Стремигорода Йосипу Багриновському, і перебрався в Малі Єрчики. Звідти його сини (а може і він) переїхали в Самгородок.
В 1880-х роках Стремигород був чеською колонією.
Фестиваль льону 2018 р. 16 вересня, відбувся черговий Фестиваль льону, який щороку проходить в Коростенському районі і вважається одним з наймасштабніших, ідейних заходів, присвячених аграрному розвитку країни, сучасним тенденціям в агросекторі, поєднуючи сучасні технології і збереження традицій, духовності української культури від минулого часу до наших днів

## Населення

### Мова
Розподіл населення за рідною мовою за даними перепису 2001 року:
| Мова       | Кількість | Відсоток |
| ---------- | --------- | -------- |
| українська | 522       | 98.12%   |
| російська  | 8         | 1.50%    |
| румунська  | 2         | 0.38%    |
| Усього     | 532       | 100%     |